# Аба (рід)

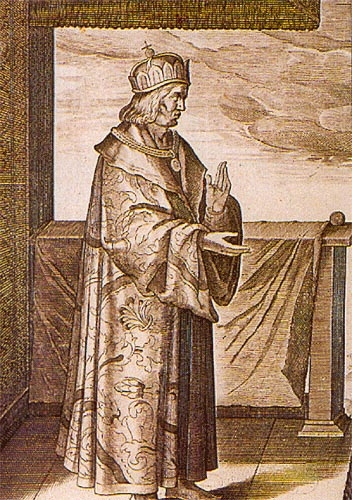
Шамуель Аба

Аба (угор. Aba) - один з найстарших та найзначніших угорських шляхетських родів. Назву отримав від свого найвизначнішого представника Шамуеля Аба, який деякий час був королем Угорщини.
Рід походить від частини хозарів, які у ІХ столітті приєдналися до старих мадярів. Найстарший відомий предок - Пата. З утворенням угорської держави Аба отримали великі маєтності в районі гірського масиву Матра і північніше - в Абові та Шариші. Вершини свого впливу рід досяг за короля Стефана І, коли Шамуель Аба став угорським палатином, а в 1041-1044 роках королем Угорщини. За часів Арпадів багато Абовців займали найвищі державні посади. Значний вплив Абовці, зокрема їхня гілка Омодейовці, утримували до початку XIV ст.
Кінець впливу роду  Аба настав з приходом на угорський трон короля Карла І Роберта, який розбив їх у битві при Розгановцях 1312 року.
Протягом століть рід розділився на кілька родин. Існує дев’ятнадцять шляхетних родин, які безпосередньо походять від королівського дому Аба та належать до клану Аба – «Ріду Аба». Це: Атинай, Баторії з клану Аба, Баторії де Ґаґі, Бертоті, Будамері, Сірке, Чобанка, Фрічі, Ґаґі, Хедрі, Кецер, Компольті, Лацкффі де Надасд, Лапіспатакі, Редей, Сенніей, Сірокай, Сомосі де Сомос, Вендеґі та Вітез.
Різні члени гілки роду Аба займали багато придворних королівських посад і отримали багато спадкових титулів. Серед них – воєводи і князі Трансильванії, графи, спадкові графи-палатини Священної Римської імперії, папські графи-палатини Латеранського палацу та граф фон Гогенштайн.